# Usted puede ser un asesino
Usted puede ser un asesino es una obra de teatro escrita por Alfonso Paso y estrenada en el Teatro de la Comedia, de Madrid, el 27 de mayo de 1958.

## Argumento
Margarita y Brigitte son dos amigas que se van de vacaciones dejando al frente del hogar a sus respectivos maridos, Simón y Enrique, que deciden contratar los servicios de dos prostitutas, pero esos planes de los maridos se ven alterados al aparecer el cadáver de Dupont, un desaprensivo que tenía intención de hacerles chantaje. Tras sus vanos intentos de deshacerse del cuerpo y el regreso de sus esposas, aparece la policía, que sostiene que Dupont fue envenenado accidentalmente con cicuta disuelta en leche, inicialmente destinada a Simón y Enrique. Sus esposas son entonces detenidas. Al regresar a casa descubren otro cadáver, el de la anciana que se oponía al noviazgo de su sobrina Noemí, la vecina, con Julio. Cuando los protagonistas deducen que la cicuta estaba realmente destinada a la vieja, irrumpe Julio amenazando sus vidas. Finalmente, llega la policía y la situación se resuelve felizmente.

## Representaciones destacadas
- Teatro (estreno en, 1958). Intérpretes: Ismael Merlo, Diana Maggi, Carmen Merlo, Encarna Paso, Eduardo Martínez, José Canalejas, José García Noval y Antonio Burgos.
- Cine (1961). Dirección: José María Forqué. Intérpretes: Alberto Closas (Simón), José Luis López Vázquez (Enrique), Amparo Soler Leal (Margarita), Julia Gutiérrez Caba (Brigitte), Pedro Porcel, José Orjas, Jesús Guzmán, Jesús Puente, Elena María Tejeiro, José Luis Pellicena.
- Televisión (27 de junio de 1977, en el espacio Estudio 1, de TVE). Intérpretes: Jesús Puente, Pablo Sanz, Mercedes Sampietro, Irene Gutiérrez Caba, Carmen Rossi.
- Teatro (Muralla árabe de Madrid, 1994). Intérpretes: Víctor Valverde, Emma Ozores, Pedro Valentín, Luis Barbero, Victoria Vivas, Pilar del Río, Luis Perezagua.
- Televisión (29 de febrero del 2000, en el espacio Estudio 1). Adaptación y dirección: Fernando Méndez-Leite. Intérpretes: Juan Luis Galiardo, Jesús Bonilla, Fiorella Faltoyano, Isabel Ordaz, Francisco Merino.
- Teatro: Mar del Plata, Argentina. Con Nito Artaza, Darío Lopilato, Andrea Estévez, Adriana Salgueiro, Germán Krauss, Sabrina Artaza y Jerónimo Valdivia.
- Teatro: Teatro Muñoz Seca, Madrid. 2015 Dirección: José Luis Gago. Con José Luis Gago, Víctor Benedé, Estrella Blanco, Natalia Jara, Jorge Merino, Diana Irazábal, Álex Cueva y Diego Pizarro.